# Лав, Майк
Майк Лав (англ. Mike Love, полное имя Майкл Эдвард Лав; род. 15 марта 1941) — американский музыкант, прежде всего известный как вокалист и автор текстов песен рок-группы The Beach Boys.

## Биография
Майк Лав родился 15 марта 1941 года в Лос-Анджелесе в семье Эдвина и Эмили Лавов. Его мать была сестрой Мерри Уилсона — отца Брайана, Денниса и Карла Уилсонов — ставших членами The Beach Boys, организованной их отцом в 1961 году. Майк Лав стал ведущим вокалистом в коллективе, а также соавтором (вместе с Брайаном Уилсоном) большинства композиций The Beach Boys. Изредка Лав также играл на музыкальных инструментах (саксофон, клавишные). Лав становился несколько раз причиной антагонизма между ним и другими членами группы по поводу музыкального развития коллектива, придерживаясь более консервативных взглядов.
Лав стал одним из первых поп-музыкантов, занявшихся практикой трансцендентальной медитации; в 1968 году он посетил индийский центр учения Махариши Махеш Йоги (вместе с The Beatles) и по возвращении уговорил The Beach Boys пригласить Махариши на совместные гастроли по США. В последующие годы Лав продолжил занятия трансцендентальной медитацией и написал ряд песен The Beach Boys, посвящённых ей. Со второй половины 1970-х гг. работал над сольными альбомами, но ни одна из работ тех лет не была издана. В 1981 году вышел первый сольный альбом Looking Back with Love. Впоследствии Лав предпочитал участвовать в совместных проектах, нежели соло.

## Дискография
- Looking Back with Love (1981)
- Mike Love: Catch a Wave (1996)